# NŠ Mura
Nogometna šola Mura, thường hay gọi NŠ Mura hoặc đơn giản Mura, là một câu lạc bộ bóng đá Slovenia, thi đấu ở thị trấn Murska Sobota. Thành lập năm 2012, hiện tại đội đang thi đấu ở Giải bóng đá vô địch quốc gia Slovenia. Sân nhà của câu lạc bộ là sân vận động Fazanerija với sức chứa 3.782 chỗ ngồi.

## Lịch sử
Sau mùa giải 2012–13, đội bóng cũ ND Mura 05 trải qua khó khăn về tài chính và bị giải thể. Đội bóng mới thành lập sử dụng câu lạc bộ trẻ để đăng kí đội tham dự mùa giải 2013–14 dưới tên gọi NŠ Mura. Mùa giải đầu tiên là ở 1. MNL Murska Sobota nơi đội về đích thứ hai và lên chơi tại Giải bóng đá hạng ba quốc gia Slovenia. Tại mùa giải 2016–17 và 2017–18, Mura có hai lần thăng hạng liên tiếp để lên thi đấu tại hạng cao nhất của bóng đá Slovenia lần đầu tiên. Ở mùa giải 2018–19, câu lạc bộ về đích thứ tư tại PrvaLiga và giành quyền tham dự UEFA Europa League, giải đấu châu Âu đầu tiên của đội.

## Sân vận động
Sân vận động Thành phố Fazanerija (tiếng Slovene: Mestni stadion Fazanerija) là một sân vận động đa năng tại Murska Sobota, Slovenia. Sân được xây năm 1983 và có sức chứa 3.782 chỗ ngồi. Với thêm khu vực đứng, tổng sức chứa của sân là khoảng 5.500 người.

## Lịch sử giải đấu
| Mùa giải | Giải vô địch      | Vị thứ | Thành tích | Cúp         |
| -------- | ----------------- | ------ | ---------- | ----------- |
| 2013–14  | 1. MNL (cấp độ 4) | thứ 2  | 15–7–4     | DNQ         |
| 2014–15  | 3. SNL - Đông     | thứ 3  | 15–3–8     | DNQ         |
| 2015–16  | 3. SNL - Đông     | thứ 2  | 18–3–5     | Vòng 16 đội |
| 2016–17  | 3. SNL - Đông     | 2nd    | 20–3–3     | DNQ         |
| 2017–18  | 2. SNL            | 1st    | 23–3–4     | Tứ kết      |
| 2018–19  | 1. SNL            | 4th    | 13–13–10   | Bán kết     |

## Thành tích châu Âu
Tất cả các kết quả (sân nhà và sân khách) liệt kê bàn thắng của Mura trước.
| Mùa giải | Giải đấu           | Vòng đấu | Câu lạc bộ    | Sân nhà | Sân khách | Chung cuộc |
| -------- | ------------------ | -------- | ------------- | ------- | --------- | ---------- |
| 2019–20  | UEFA Europa League | 1QR      | Maccabi Haifa | 2–3     | 0–2       | 2–5        |

Ghi chú
- QR: Vòng loại

## Danh hiệu
League
- Giải bóng đá hạng nhì quốc gia Slovenia (1): 2017–18

Cúp
- MNZ Murska Sobota Cup (2): 2016–17, 2017–18